# Новый Брод (Ленинградская область)
Новый Брод — деревня в Скребловском сельском поселении Лужского района Ленинградской области.

## История
Впервые упоминается в писцовых книгах Шелонской пятины 1498 года, как деревня Брод на озере Врево в Дремяцком погосте Новгородского уезда.
Деревня Пустой Брод обозначена на карте Санкт-Петербургской губернии Ф. Ф. Шуберта 1834 года.

БРОД ПУСТОЙ — деревня, принадлежит: чиновнице 5-го класса Марье Петуховой, число жителей по ревизии: 8 м. п., 10 ж. п.

действительной статской советнице Анне Безобразовой, число жителей по ревизии: 2 м. п., 3 ж. п. (1838 год)

ПУСТОЙ БРОД — деревня госпожи Петуховой, по просёлочной дороге, число дворов — 2, число душ — 18 м. п. (1856 год)

ПУСТОЙ БРОД — деревня, число жителей по X-ой ревизии 1857 года: 18 м. п., 16 ж. п.

БРОД ПУСТОЙ — деревня владельческая при озере Вреве, число дворов — 6, число жителей: 22 м. п., 21 ж. п. (1862 год)

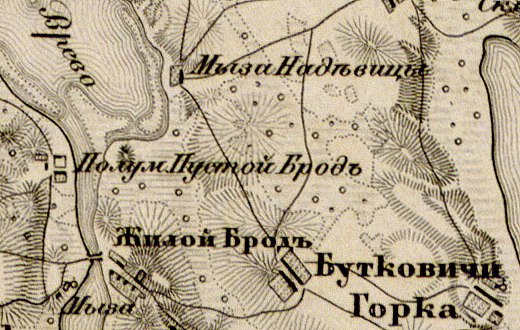
Деревня Новый Брод на карте 1863 года

Согласно карте из «Исторического атласа Санкт-Петербургской Губернии» 1863 года на месте современной деревни находился полумызок (хутор) Пустой Брод.
В 1870 году временнообязанные крестьяне деревни Пустой Брод выкупили свои земельные наделы у В. П. Петухова и стали собственниками земли.
Согласно подворной описи 1882 года:

ПУСТОЙ БРОД — деревня Жглинского общества Городецкой волости
  
домов — 14, душевых наделов — 17,  семей — 11, число жителей — 31 м. п., 24 ж. п.; разряд крестьян — собственники

Согласно материалам по статистике народного хозяйства Лужского уезда 1891 года, мыза Пустой Брод площадью 273 десятины принадлежала действительному статскому советнику И. М. Тарновскому, мыза была приобретена в 1881 году за 6000 рублей.
В XIX веке деревня административно относилась ко 2-му стану  Лужского уезда Санкт-Петербургской губернии, в начале XX века — к Городецкой волости 5-го земского участка 4-го стана.
С 1917 по 1927 год деревня Пустой Брод входила в состав Жглинского (Александровского) сельсовета Городецкой волости Лужского уезда.
С февраля 1927 года, в составе Лужской волости, с августа 1927 года — Лужского района.
С 1928 года, в составе Городецкого сельсовета.
По данным 1933 года деревня называлась Пустой Брод и входила в состав Городецкого сельсовета Лужского района.
C 1 августа 1941 года по 31 января 1944 года деревня находилась в оккупации.
С 1 января 1950 года деревня называется Новый Брод.
В 1958 году население деревни Новый Брод составляло 109 человек.
По данным 1966 года деревня Новый Брод также входила в состав Городецкого сельсовета.
По данным 1973 года деревня Новый Брод входила в состав Калгановского сельсовета.
По данным 1990 года деревня Новый Брод входила в состав Межозёрного сельсовета.
По данным 1997 года в деревне Новый Брод Межозёрной волости проживали 18 человек, в 2002 году — 23 человека (русские — 96 %).
В 2007 году в деревне Новый Брод Скребловского СП проживали 16 человек.

## География
Деревня расположена в южной части района на автодороге 41К-252 (Киевское шоссе — Бутковичи).
Расстояние до административного центра поселения — 10 км.
Расстояние до ближайшей железнодорожной станции Луга I — 19 км.
Деревня находится на западном берегу озера Врево.

## Демография
| 1838 | 1862 | 1958 | 1997 | 2007 | 2010 | 2017 |
| ---- | ---- | ---- | ---- | ---- | ---- | ---- |
| 23   | ↗43  | ↗109 | ↘18  | ↘16  | ↗23  | ↘18  |

## Улицы
Набережная, Садовая, Центральная.

## Садоводства
Брод, Пять Озёр, Озеро Врево, Клубничка.